# La Nativité (Maître JG)
Pour les articles homonymes, voir Nativité.
La Nativité est une gravure sur cuivre au burin fait par Maître JG. De forme ronde, elle mesure 19,8 cm de diamètre. Plusieurs versions sont conservées notamment à Londres, à New York, à Rotterdam, à Vienne, à Paris à l'Arsenal, à la BnF, ainsi qu'à l'Institut national d'histoire de l'art, dans la collection d'E. de Rothschild et dans une collection particulière. La version de New York n'a pas d'inscription au bas de la gravure.

## Description
Elle représente la Vierge, agenouillée dans des ruines d'une construction de grande taille, devant Jésus posé sur de la paille.

## Analyse, reprise et comparaison
Il existe deux états de cette estampe, l'une portant l'inscription ALION et l'autre non. Le premier semble le plus ancien, l'inscription ALION ayant été effacée dans le second. Cette composition a été copiée par Jacques Androuet du Cerceau.